# Đội tuyển bóng đá quốc gia Bồ Đào Nha
Đội tuyển bóng đá quốc gia Bồ Đào Nha (tiếng Bồ Đào Nha: Seleção Portuguesa de Futebol) là đội tuyển bóng đá nam đại diện cho Bồ Đào Nha trên bình diện quốc tế, được quản lý bởi Liên đoàn bóng đá Bồ Đào Nha.
Lần đầu tiên Bồ Đào Nha tham dự một vòng chung kết giải đấu lớn là tại World Cup 1966, nơi chứng kiến Quả bóng vàng Eusébio cán đích ở vị trí thứ ba. Năm lần tiếp theo Bồ Đào Nha vượt qua vòng chung kết World Cup là vào các năm 1986 và 2002, đều dừng bước ở vòng bảng. Bồ Đào Nha cũng lọt vào bán kết của UEFA Euro 1984, để thua 3–2 sau hiệp phụ trước đội chủ nhà và đội chiến thắng chung cuộc là Pháp.
Trong thời kỳ này, Bồ Đào Nha không nằm trong nhóm các đội là ứng cử viên vô địch, với việc Bồ Đào Nha tham dự các giải đấu lớn hầu như không thường xuyên, nhưng từ cuối Chiến tranh Lạnh cho đến ngày nay, đội đã phát triển, có mặt ở tất cả giai đoạn cuối của các giải đấu lớn. Điều này một phần lớn là do Bồ Đào Nha đã sản sinh ra một số cầu thủ đẳng cấp thế giới, chẳng hạn như Luís Figo, Rui Costa, Ricardo Carvalho và Cristiano Ronaldo, những người được coi là một trong những cầu thủ vĩ đại nhất. Thế hệ vàng này đã giúp Bồ Đào Nha lọt vào bán kết Euro 2000, thua 2-1 sau hiệp phụ trước đội thắng cuối cùng là Pháp, giành vị trí thứ hai tại Chung kết Euro 2004 sau trận thua Hy Lạp trên sân nhà, cũng như lọt vào bán kết World Cup 2006, kết thúc ở vị trí thứ tư sau khi thua 1–3 trước chủ nhà Đức, do đó là kết quả tốt nhất của đất nước tại World Cup kể từ năm 1966. Mặc dù mất nhiều cầu thủ thuộc thế hệ vàng, những cầu thủ mới như Fábio Coentrão, João Moutinho, Nani và Pepe đã giúp người Bồ Đào Nha lọt vào bán kết Euro 2012, thua Tây Ban Nha trên chấm phạt đền, với Cristiano Ronaldo kết thúc với tư cách là đồng vua phá lưới của giải đấu với ba bàn thắng.
Năm 2014, Fernando Santos được bổ nhiệm làm huấn luyện viên trưởng mới cho đội tuyển quốc gia. Hai năm sau tại Euro 2016, Santos đã mang về cho Bồ Đào Nha danh hiệu lớn đầu tiên, đánh bại chủ nhà Pháp với tỷ số 1–0 sau hiệp phụ, với bàn thắng ấn định chiến thắng của Eder. Ronaldo kết thúc giải đấu với Chiếc giày bạc. Với chiến thắng, Bồ Đào Nha có lần góp mặt duy nhất tại FIFA Confederations Cup được tổ chức tại Nga, nơi họ kết thúc ở vị trí thứ 3. Bồ Đào Nha đã vượt qua vòng loại và đăng cai Vòng chung kết UEFA Nations League 2018–19, nơi họ chiến thắng Hà Lan 1–0, với bàn thắng ấn định chiến thắng của Gonçalo Guedes. Đây là giải đấu lớn thứ 2 mà người Bồ Đào Nha có được trong ba trận chung kết.
Bồ Đào Nha được gọi thông tục là Seleção das Quinas (giai thoại dựa trên lá cờ của quốc gia này) và có những đối thủ đáng chú ý với Brasil, người mà họ có nhiều mối quan hệ văn hóa chung, và với Tây Ban Nha, được gọi là A Guerra Ibérica ở Tiếng Bồ Đào Nha hay "Chiến tranh Iberia" trong tiếng Anh, với sự cạnh tranh giữa hai quốc gia từ năm 1581.
Sân vận động nhà của đội là Estádio Nacional, ở Oeira, mặc dù hầu hết các trận đấu trên sân nhà của họ thường được diễn ra ở các sân vận động khác trên toàn quốc. Huấn luyện viên trưởng hiện tại của đội là Roberto Martinez và đội trưởng là Cristiano Ronaldo, người cũng đang giữ kỷ lục khoác áo đội tuyển nhiều nhất và ghi nhiều bàn thắng nhất

## Lịch sử

### Nỗ lực cho những kỳ World Cup đầu tiên
Bồ Đào Nha không được mời tham dự World Cup 1930, giải đấu chỉ diễn ra ở giai đoạn cuối và không có vòng loại. Đội đã tham dự vòng loại FIFA World Cup 1934, nhưng không loại được đối thủ Tây Ban Nha của họ, tổng cộng hai trận thua ở vòng hai lượt đi, với trận thua 9–0 ở Madrid và thua 2-1 ở Lisbon với tổng số điểm là 11–1.
Trong vòng loại FIFA World Cup 1938, Seleção đã chơi một trận với Syria được tổ chức trên sân trung lập ở Milan. Họ thua 2-1 và không thể giành quyền vào vòng chung kết.  Do xung đột quốc tế do Chiến tranh thế giới thứ hai, không có World Cup nào được tổ chức cho đến cuộc tranh tài năm 1950 và sau đó, đội tuyển quốc gia có rất ít trận đấu với các đội khác.  Thất bại 10–0 trong trận giao hữu trên sân nhà trước Anh, hai năm sau chiến tranh, vẫn được coi là thất bại lớn nhất từ trước đến nay của họ.

### Những năm 1950 và đầu những năm 1960
Khi trận đấu bắt đầu lại, đội sẽ thi đấu vòng tròn hai lượt với Tây Ban Nha, giống như ở vòng loại năm 1934. Sau thất bại 5–1 tại Madrid, họ đã để hòa trong ván thứ hai với tỷ số 2–2 và do đó vòng loại kết thúc với tỷ số chung cuộc 7–3. Trong khi họ không đủ điều kiện ra sân, sau đó họ sẽ được mời thay thế Thổ Nhĩ Kỳ, đội đã rút khỏi tham gia; Tuy nhiên, Bồ Đào Nha cũng từ chối tham gia.
Đối với vòng loại World Cup 1954, đội tuyển đấu với Áo. Người Áo đã thắng ván đầu tiên với kết quả 9–1. Điều tốt nhất mà đội tuyển quốc gia có thể làm là cầm hòa không bàn thắng ở Lisbon, và vòng đấu kết thúc với thất bại 9–1.
Tại vòng loại năm 1958, lần đầu tiên Bồ Đào Nha giành chiến thắng trong trận đấu vòng loại với tỷ số 3–0 trên sân nhà với Ý. Tuy nhiên, họ đứng cuối cùng ở vòng bảng có sự góp mặt của Bắc Ireland; chỉ có đội xếp thứ nhất, Bắc Ireland, sẽ vượt qua vòng loại.
Năm 1960 là năm UEFA thành lập Giải vô địch bóng đá châu Âu. Phiên bản đầu tiên là một giải đấu loại trực tiếp, bốn đội cuối cùng tham gia vào giai đoạn cuối chỉ có một lượt đi trong khi các giai đoạn cũ có hai lượt đi. Ở vòng đầu tiên, Seleção das Quinas đã giành chiến thắng 2–0 trước Đông Đức và 3–2 trước Porto trong trận lượt về, kết thúc với chiến thắng 5–2 hai lượt đi.  Đối thủ trong trận tứ kết là Nam Tư. Mặc dù thắng trận đầu tiên với tỷ số 2-1, họ đã thua trận lượt về 5–1 tại Belgrade, và thua chung cuộc 6–3.
Anh và Luxembourg là hai đối thủ của vòng loại FIFA World Cup 1962 của đội tuyển quốc gia. Bồ Đào Nha đứng nhì bảng, sau Anh. Giống như ở vòng loại World Cup trước, chỉ có đội đứng đầu bảng mới được vượt qua vòng loại.
Tại giải vô địch châu Âu năm 1964, Bồ Đào Nha đối đầu với Bulgaria ở vòng loại. Người Bồ Đào Nha thua ở Sofia và thắng ở Lisbon. Với tỷ số hòa 4–4, một trận đấu lại là cần thiết ở một quốc gia trung lập.  Tại Stadio Olimpico ở Rome, Bồ Đào Nha thua 1–0 nhờ một bàn thắng muộn của Georgi Asparuhov.

### World Cup 1966 và 1970
Tại vòng loại World Cup 1966, Bồ Đào Nha được xếp vào cùng bảng với Tiệp Khắc, Romania và Thổ Nhĩ Kỳ.  Họ đứng đầu bảng với chỉ một trận hòa và một thất bại trong cả sáu trận đấu và cuối cùng đủ điều kiện tham dự FIFA World Cup, năm đó vòng chung kết sẽ được tổ chức tại Anh. Các kết quả đáng chú ý là cả chiến thắng 1–0 trên sân khách trước Tiệp Khắc và Thổ Nhĩ Kỳ và chiến thắng 5–1 trên sân nhà trước người Thổ Nhĩ Kỳ.
Tại World Cup 1966, Bồ Đào Nha khởi đầu thành công với cả ba chiến thắng vòng bảng trước Hungary, Bulgaria và đương kim vô địch Brasil. Vòng 2 họ đánh bại ngựa ô đến từ châu Á là CHDCND Triều Tiên với tỉ số 5–3, trong đó Eusébio ghi liền 4 bàn sau khi Bồ Đào Nha bị dẫn trước 0–3. Ở bán kết họ thất bại trước chủ nhà Anh (đội bóng sau đó đã vô địch giải đấu) với tỉ số 1–2. Bồ Đào Nha sau đó dành chiến thắng 2–1 trước Liên Xô  để giành lấy hạng ba, thành tích tốt nhất của họ tại World Cup cho đến nay. Eusébio là Vua phá lưới của giải đấu với 9 bàn thắng.
Eusébio còn tham dự vòng loại các kì World Cup 1970 và 1974, tuy nhiên Bồ Đào Nha đã không thể vượt qua vòng loại.

### Cuối những năm 1970 cho đến đầu những năm 1990
Bồ Đào Nha đã được xếp cùng với Áo, Bỉ, Na Uy và Scotland để tranh giành vị trí đầu tiên trong bảng, điều này sẽ giúp họ đi đến vòng cuối cùng của UEFA Euro 1980. Bồ Đào Nha giành vị trí thứ ba.
Đối với vòng loại năm 1982, đội tuyển Bồ Đào Nha phải đối đầu với Israel, Bắc Ireland, Scotland và Thụy Điển cho hai vị trí đầu bảng.  Bồ Đào Nha kết thúc ở vị trí thứ tư.
Trong chiến dịch vòng loại Euro 1984, Bồ Đào Nha được xếp chung nhóm với Phần Lan, Ba Lan và Liên Xô. Bồ Đào Nha giành ngôi nhất bảng với chiến thắng trước Liên Xô.  Bồ Đào Nha kết thúc ở bảng B, cùng với Tây Ban Nha, Tây Đức và Romania.  Trong hai trận đầu tiên, họ lần lượt hòa 0–0 và 1–1 trước Tây Đức và Tây Ban Nha. Chiến thắng 1–0 trước Romania đã giúp họ giành vị trí thứ hai trong bảng, để đi tiếp vào vòng loại trực tiếp, nơi họ đấu với đội chủ nhà, Pháp. Trận đấu hòa sau 90 phút và bước sang hiệp phụ; Bồ Đào Nha dẫn trước 2–1, nhưng Pháp ghi bàn ở các phút 114 và 119 để loại Bồ Đào Nha 3–2 và đi tiếp vào trận chung kết.
Đối với giải đấu năm 1986, Seleção đã đấu với Tiệp Khắc, Malta, Thụy Điển và Tây Đức cho hai vị trí sẽ đảm bảo cho họ một vé đến Mexico.  Cần một chiến thắng trong trận đấu cuối cùng gặp Tây Đức tại Stuttgart, Bồ Đào Nha đã giành chiến thắng trong trận đấu để trở thành đội đầu tiên đánh bại Tây Đức trên sân nhà trong một trận đấu chính thức. Đội đã sớm xuất sắc ở vòng bảng sau một trận thắng và hai trận thua.  Họ bắt đầu với chiến thắng 1–0 trước Anh, nhưng sau đó lần lượt bị Ba Lan và Maroc đánh bại với tỷ số 1–0 và 3–1. Việc ở lại Mexico của họ được đánh dấu bằng Vụ việc Saltillo, nơi các cầu thủ từ chối tập luyện để giành thêm giải thưởng từ Liên đoàn bóng đá Bồ Đào Nha.
Đối với UEFA Euro 1988, đội tuyển Bồ Đào Nha đã cố gắng đứng đầu bảng vòng loại của họ trong một nhóm với Ý, Malta, Thụy Điển và Thụy Sĩ; tuy nhiên, họ đã về thứ ba.
Vòng loại World Cup 1990 nằm trong bảng đấu cùng với Bỉ, Tiệp Khắc, Luxembourg và Thụy Sĩ, Bồ Đào Nha đã chiến đấu để giành một trong hai vị trí đầu tiên của bảng. Chơi trên sân nhà trước Tiệp Khắc, trận đấu kết thúc với tỷ số 0–0 cho phép đội bóng Trung Âu giành vị trí thứ hai.
Trong lễ bốc thăm vòng loại Euro 1992, Hà Lan, Hy Lạp, Phần Lan và Malta là các đội khác, xếp thứ hai sau Hà Lan.
Đối với vòng loại World Cup 1994, Bồ Đào Nha nằm cùng bảng với Estonia, Ý, Malta, Scotland và Thụy Sĩ cho hai vị trí cao nhất. Họ kết thúc ở vị trí thứ ba sau Ý và Thụy Sĩ.

### 1995 đến 2006: Thế hệ vàng

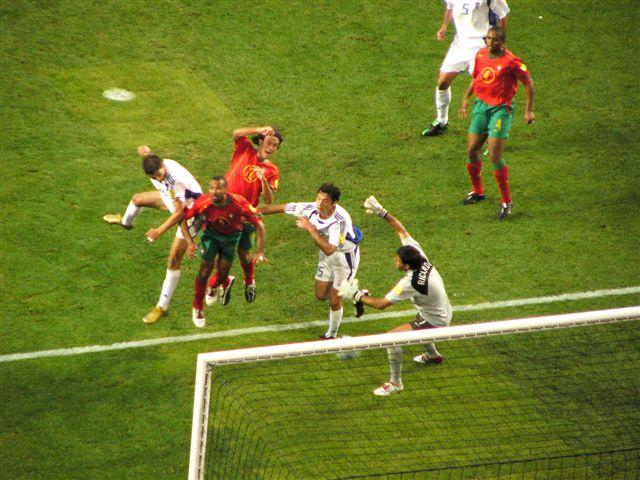
Bồ Đào Nha đã thua trận chung kết Euro 2004 với tỷ số 1–0 trước Hy Lạp với cú đánh đầu của Angelos Charisteas (ảnh).

Ở vòng bảng, Bồ Đào Nha hòa 1–1 trước đương kim vô địch Đan Mạch, thắng Thổ Nhĩ Kỳ 1–0 và hạ Croatia với tỉ số 3–0. "Brazil châu Âu" chính thức vào tứ kết với vị trí đầu bảng. Tuy nhiên ở tứ kết họ thất thủ trước đương kim á quân Cộng hoà Séc với tỉ số 0–1.
Đây là giải đấu mà Thế hệ vàng của Bồ Đào Nha với thủ lĩnh là Luís Figo đã thi đấu rất thành công. Họ lần lượt đánh bại Anh, Romania, Đức để dành ngôi đầu bảng và vượt qua Thổ Nhĩ Kỳ ở tứ kết.

Tại bán kết họ gặp Pháp (nhà đương kim vô địch thế giới năm 1998) Bồ Đào Nha là đội mở tỉ số nhưng Pháp đã gỡ hòa và có bàn thắng vàng trên chấm phạt đền của Zinedine Zidane trong hiệp phụ. Chung cuộc, Pháp dành chiến thắng với tỉ số 2–1. Trọng tài người Áo Gunter Benko đã có quyết định gây tranh cãi sau khi Abel Xavier để bóng chạm tay từ cú sút của Sylvain Wiltord. (Ban đầu Benko chỉ cho Pháp một quả phạt góc, sau đó thay đổi quyết định thành một quả penalty khi tham khảo ý kiến của trợ lý trọng tài). Abel Xavier, Nuno Gomes và Paulo Bento của Bồ Đào Nha đã bị cấm thi đấu quốc tế dài hạn sau khi xô trọng tài để phản đối quyết định đó.

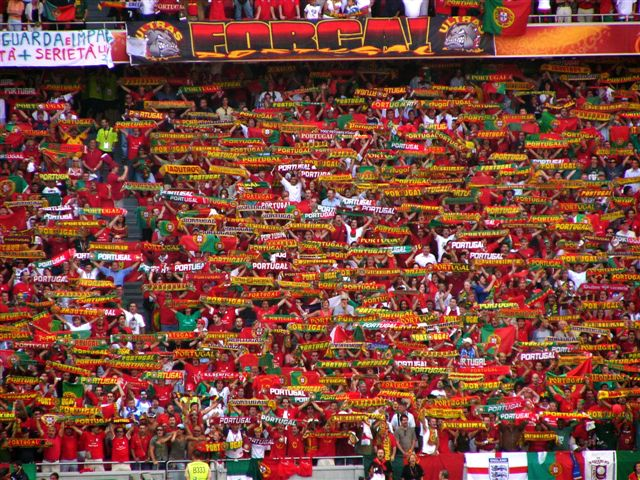
Cổ động viên Bồ Đào Nha tại Euro 2004

Bồ Đào Nha tại World Cup 2002 được kì vọng sẽ là đội nhất bảng D, bảng đấu có sự hiện diện của Mỹ, Ba Lan và Hàn Quốc. Tuy nhiên họ đã bị thua sốc trước đội tuyển Mỹ ngay ở trận mở màn với tỉ số 2–3. Ở trận đấu thứ hai họ thắng đậm Ba Lan với tỉ số 4–0. Cần một điểm ở trận cuối cùng nhưng Bồ Đào Nha đã bất ngờ phải nhận thất bại trước đội bóng được đánh giá yếu hơn họ rất nhiều là chủ nhà Hàn Quốc với tỉ số 0–1.
Giải đấu Euro 2004 được tổ chức tại chính đất nước Bồ Đào Nha. Bồ Đào Nha với tư cách chủ nhà đã vào đến trận chung kết trước khi thua Hy Lạp với tỉ số 0–1 bằng bàn thắng của tiền đạo Angelos Charisteas. Trước đó ở trận khai mạc Hy Lạp cũng đã dành chiến thắng 2–1 trước Bồ Đào Nha. Đây là lần thứ hai trong lịch sử giải đấu mà có hai đội tuyển gặp nhau ở cả trận chung kết và trận khai mạc, trước đó ở Euro 1988, Liên Xô và Hà Lan cũng đã từng gặp nhau ở cả trận khai mạc và trận chung kết.

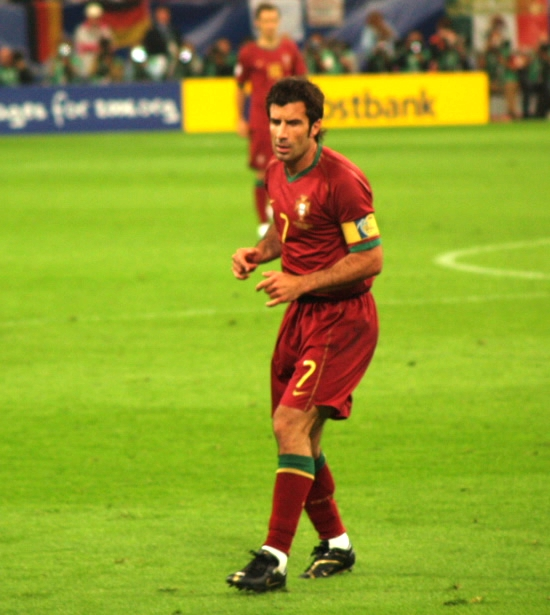
Luís Figo thi đấu tại FIFA World Cup 2006.

Đội tuyển Bồ Đào Nha tham dự World Cup 2006 dưới sự dẫn dắt của huấn luyện viên vừa đưa đội tuyển Brasil vô địch World Cup 2002, Luiz Felipe Scolari. Họ dễ dàng dành được vị trí nhất bảng D với cả ba chiến thắng trước những đối thủ không được đánh giá quá cao là Angola (1–0), Iran (2–0), và Mexico (2–1).
Ở vòng 1/8 Bồ Đào Nha đã vượt qua Hà Lan với tỉ số 1–0 trong một trận đấu được coi là bạo lực nhất trong lịch sử World Cup với 16 thẻ vàng và 4 cầu thủ bị truất quyền thi đấu.
Bồ Đào Nha tiếp tục vượt qua Anh trên loạt sút luân lưu ở tứ kết và lần đầu tiên có được tấm vé vào chơi trận bán kết kể từ sau năm 1966.
Tuy nhiên, Bồ Đào Nha lần lượt thất bại trước Pháp (0–1) ở bán kết và chủ nhà Đức (1–3) ở trận tranh hạng ba khiến họ không thể có lần đầu tiên giành được huy chương đồng tại World Cup kể từ năm 1966.
Mặc dù chỉ vào tới bán kết nhưng người dân Bồ Đào Nha vẫn tiếp đón đội tuyển của họ như những người hùng khi họ trở về quê nhà. Đội bóng được nhận danh hiệu Đội bóng được mến mộ nhất giải đấu này, giải thưởng được bình chọn qua việc bỏ phiếu của những người hâm mộ.
Thế hệ vàng của Bồ Đào Nha như Luís Figo, Rui Costa, Sérgio Conceição... lần lượt giải nghệ khỏi đội tuyển quốc gia sau World Cup 2006. Một lứa cầu thủ mới của Bồ Đào Nha như Ricardo Quaresma, João Moutinho, Miguel Veloso, Nani, Manuel Fernandes và đặc biệt là Cristiano Ronaldo được kì vọng sẽ đem lại những thành công xán lạn trong tương lai cho đội tuyển quốc gia sau khi họ đã cùng các đàn anh đưa đội tuyển của mình lọt vào trận chung kết Euro 2004.

### 2008 đến 2014: Thế hệ vàng mới và nhiều kết quả khác nhau
Tại vòng loại Euro 2008, Bồ Đào Nha đứng thứ 2 sau Ba Lan, và thắng hai trận vòng bảng đầu tiên trước Thổ Nhĩ Kỳ và Cộng hòa Séc, mặc dù thất bại trước đồng chủ nhà Thụy Sĩ, sau đó tại trận tứ kết với Đức đội thua 3-2.  Sau giải đấu, Scolari rời đi để tiếp quản Chelsea, Carlos Queiroz được bổ nhiệm làm huấn luyện viên trưởng mới.

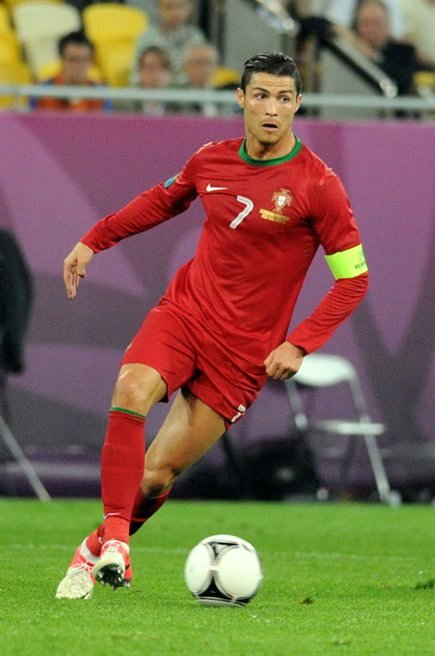
Ronaldo, ảnh chụp trong trận đấu với Đức tại Euro 2012, được trao băng đội trưởng sau Euro 2008.

Bồ Đào Nha về nhì ở vòng loại FIFA World Cup 2010 dưới thời Carlos Queiroz, sau đó đánh bại Bosnia và Herzegovina trong trận play-off, qua đó lọt vào mọi giải đấu trong thập kỷ. Một chuỗi 19 trận bất bại, trong đó đội chỉ để lọt lưới 3 bàn, kết thúc với thất bại 1–0 trước nhà vô địch cuối cùng là Tây Ban Nha ở vòng 16 đội.  Queiroz sau đó đã bị chỉ trích vì đã thiết lập đội của mình một cách quá thận trọng.  Sau World Cup, đội hình gồm Simão, Paulo Ferreira, Miguel và Tiago tất cả đã từ giã sự nghiệp bóng đá quốc tế. Queiroz đã bị cấm huấn luyện đội tuyển quốc gia trong 1 tháng sau khi anh ta cố gắng ngăn chặn một cuộc kiểm tra doping cho đội tuyển trong khi chuẩn bị cho World Cup, cũng như đưa ra những lời lẽ xúc phạm đến những người kiểm tra. Do đó, anh ta bị treo giò thêm sáu tháng. Sau đó, một số phương tiện truyền thông bùng nổ từ Queiroz chống lại những người đứng đầu Liên đoàn bóng đá Bồ Đào Nha, điều này một phần khiến ông bị sa thải. Paulo Bento được bổ nhiệm làm người thay thế.
Đội của Bento đủ điều kiện tham dự Euro 2012, Họ xếp cùng bảng B với Đức, Đan Mạch và Hà Lan được mệnh danh là " bảng tử thần ". Họ thua Đức 0–1 trận đầu tiên, sau đó đánh bại Đan Mạch 3–2. Trận đấu cuối cùng ở vòng bảng là với Hà Lan. Sau khi Van der Vaart đưa Hà Lan dẫn trước 1–0, Ronaldo đã ghi hai bàn để đảm bảo chiến thắng 2–1. Bồ Đào Nha đứng thứ hai trong bảng và vượt qua vòng loại trực tiếp. Bồ Đào Nha đã đánh bại Cộng hòa Séc 1–0 trong trận tứ kết với cú đánh đầu của Ronaldo. Tại bán kết gặp Tây Ban Nha, 2 đội hòa 0–0 và Bồ Đào Nha thua 4–2 trên chấm phạt đền.
Tại vòng loại FIFA World Cup 2014, Bồ Đào Nha thắng chung cuộc 4–2 trong trận play-off với Thụy Điển với cả 4 bàn thắng được ghi do công của Ronaldo, và được xếp vào bảng G cùng với Hoa Kỳ, Đức và Ghana. Trận đấu đầu tiên của họ trước người Đức là trận thua tồi tệ nhất từ trước đến nay của họ tại một kỳ World Cup với trận thua 4–0. Họ hòa 2–2 trước Hoa Kỳ và thắng 2–1 trước Ghana. Tuy nhiên, đội đã bị loại do kém Mỹ về hiệu số bàn thắng bại.

### 2016–nay: Kỷ nguyên Fernando Santos và những vinh quang quốc tế đầu tiên
Tại Vòng loại Euro 2016, Bồ Đào Nha bắt đầu vòng loại với thất bại 0-1 trên sân nhà trước Albania, khiến Bento bị sa thải, thay thế bằng Fernando Santos vào tháng 9 năm 2014. Đội sau đó toàn thắng 7 trận còn lại, giành quyền dự Euro 2016. Tại vòng chung kết trên đất Pháp, Bồ Đào Nha được xếp vào bảng F cùng với Iceland, Áo và Hungary; Bồ Đào Nha tiến vào vòng loại trực tiếp với tư cách là đội đứng thứ 3 có thành tích tốt nhất sau 3 trận hòa đáng thất vọng liên tiếp. Tại vòng 16 đội, Bồ Đào Nha đánh bại Croatia 1-0 sau hiệp phụ với pha dứt điểm bồi thành công của Quaresma, tiếp đó hòa Ba Lan 1-1 và thắng 5-3 trên chấm phạt đền tại tứ kết Bồ Đào Nha đã đánh bại xứ Wales ở bán kết trong hai hiệp đấu chính thức với tỉ số 2–0 do công của Cristiano Ronaldo và Nani . Tại trận chung kết, Bồ Đào Nha gặp chủ nhà Pháp, đội bóng đã loại Đức (nhà đương kim vô địch thế giới năm 2014) ở bán kết. Đội trưởng Cristiano Ronaldo bị chấn thương ngay ở những phút đầu tiên của trận đấu do tiền đạo của Pháp Dimitri Payet áp sát rất nhanh. Ronaldo đã được thay ra nghỉ để tiền đạo Ricardo Quaresma vào sân. Băng đội trưởng được trao lại cho tiền đạo Nani. Tuy không có sự phục vụ ngôi sao sáng nhất đội bóng là Cristiano Ronaldo nhưng Bồ Đào Nha đã xuất sắc cầm hòa Pháp đến hiệp phụ trận đấu và ở phút thứ 109, tiền đạo vừa được thay vào sân Éder đã ghi bàn từ một tình huống sút xa ngoài vòng cấm, ấn định chiến thắng 1–0 cho Bồ Đào Nha. Ronaldo cùng những người đồng đội đã chính thức trở thành nhà vô địch Euro 2016 sau 12 năm chờ đợi.
Sau khi vô địch Euro 2016, Bồ Đào Nha đã tham dự FIFA Confederations Cup 2017. Trong trận mở màn vào ngày 17 tháng 6, Bồ Đào Nha hòa 2–2 với Mexico. Ba ngày sau, Bồ Đào Nha thắng chủ nhà Nga 1–0, với bàn thắng duy nhất của trận đấu được ghi bởi Cristiano Ronaldo. Vào ngày 24 tháng 6, Bồ Đào Nha đánh bại New Zealand 4–0 để đứng đầu bảng và tiến vào bán kết. Ronaldo cũng là cầu thủ xuất sắc nhất trận trong cả ba trận vòng bảng của Bồ Đào Nha. Bồ Đào Nha bị loại khỏi giải đấu sau khi thua Chile 0-3 trên chấm phạt đền ở bán kết. Bồ Đào Nha kết thúc giải ở vị trí thứ 3 sau khi đánh bại Mexico 2–1 sau hiệp phụ.

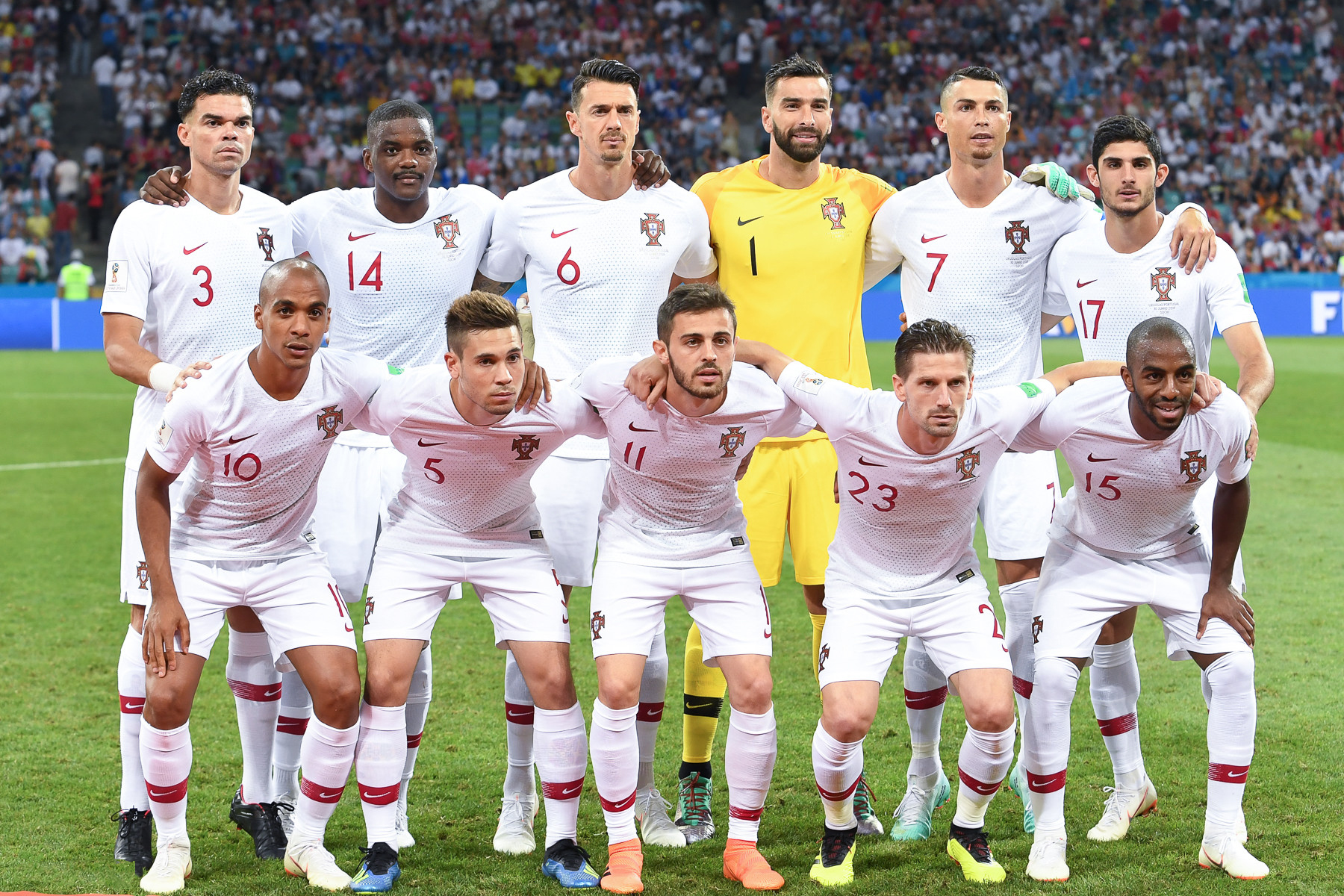
Bồ Đào Nha tại FIFA World Cup 2018.

Trong lễ bốc thăm vòng loại FIFA World Cup 2018, Bồ Đào Nha được xếp vào bảng B cùng với Thụy Sĩ, Hungary, Quần đảo Faroe, Andorra và Latvia. Bồ Đào Nha chỉ thua một trận trước Thụy Sĩ với tỷ số 2–0. Tuy nhiên, Bồ Đào Nha đã phục thù bằng trận đấu cuối cùng ở vòng bảng đánh bại Thụy Sĩ với tỷ số 2–0, để đứng đầu bảng và giành quyền tham dự World Cup 2018.
Tại FIFA World Cup 2018, Bồ Đào Nha được xếp vào bảng B cùng với Tây Ban Nha, Maroc và Iran. Trong trận mở màn vào ngày 15 tháng 6, Bồ Đào Nha hòa 3–3 trước Tây Ban Nha, với một hat-trick của Cristiano Ronaldo. Ronaldo ghi bàn thắng duy nhất trong chiến thắng 1–0 trước Morocco, phá kỷ lục của Puskás. Bồ Đào Nha hòa 1-1 với Iran trong trận đấu cuối cùng vòng bảng, đưa Bồ Đào Nha đi tiếp vào vòng hai với tư cách là đội nhì bảng sau Tây Ban Nha.  Vào ngày 30 tháng 6, Bồ Đào Nha bị loại sau thất bại 2-1 trước Uruguay ở vòng 16 đội.

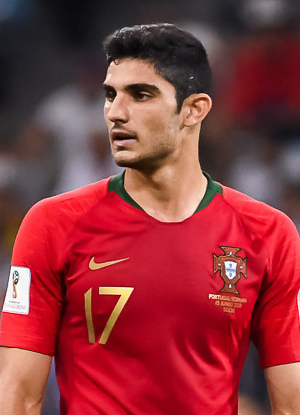
Gonçalo Guedes, cầu thủ ghi bàn thắng quyết định vào lưới Hà Lan trong trận chung kết UEFA Nations League 2019.

Sau World Cup, Bồ Đào Nha là một phần của giải đấu mới khai mạc UEFA Nations League, Seleção được xếp ở hạng A và được bốc thăm vào Nhóm 3 cùng với Ý và Ba Lan. Vào ngày 9 tháng 3 năm 2018, UEFA thông báo rằng Bồ Đào Nha đã bày tỏ sự quan tâm đến việc đấu thầu cho các trận chung kết Nations League, sau đó được thông báo rằng đội vô địch vòng bảng sẽ được chỉ định làm chủ nhà.  Bồ Đào Nha bắt đầu giải đấu khi đánh bại Ý trong chiến thắng 1–0 trên sân nhà, với André Silva ghi bàn thắng duy nhất của trận đấu. Trong trận đấu thứ 2, Bồ Đào Nha đánh bại Ba Lan 3–2 trên sân khách. Trong hai trận đấu còn lại, Bồ Đào Nha hòa Ý 0–0 trên sân khách và Ba Lan 1-1 trên sân nhà, để tiến vào trận chung kết Nations League, qua đó tự động giành quyền đăng cai, được Ủy ban điều hành UEFA xác nhận trên Ngày 3 tháng 12 năm 2018.  Trong trận bán kết vào ngày 5 tháng 6 năm 2019, Cristiano Ronaldo đã ghi hat-trick vào lưới Thụy Sĩ để đảm bảo cho đội chủ nhà một suất trong trận chung kết. Bốn ngày sau, trong trận chung kết tại Estádio do Dragão ở Porto, Bồ Đào Nha đánh bại Hà Lan 1–0, với bàn duy nhất do Gonçalo Guedes ghi ở phút 60.
Bồ Đào Nha được bốc thăm ở bảng B cho vòng loại UEFA Euro 2020 với Lithuania, Luxembourg, Ukraine và Serbia. Bồ Đào Nha đã thắng 5 trận, hòa 2 và thua 1 để giành quyền tham dự vòng chung kết với vị trí thứ 2. Trong quá trình đó, Fernando Santos đã vượt qua kỷ lục của Luiz Felipe Scolari để trở thành huấn luyện viên của Bồ Đào Nha có nhiều chiến thắng nhất. Đội bóng của Santos được xếp cùng với Pháp, Đức và Hungary trong một "bảng đấu tử thần" . Bồ Đào Nha tiến vào vòng tiếp theo khi đánh bại Hungary, hòa Pháp và thua Đức. Ở đó, đội thua 0–1 với Bỉ và trở thành cựu vương.
Bồ Đào Nha được xếp vào bảng A cho Vòng loại FIFA World Cup 2022 cùng với Azerbaijan, Luxembourg, Cộng hòa Ireland và Serbia. Thất bại 2-1 trên sân nhà trước Serbia vào ngày thi đấu cuối cùng đồng nghĩa với việc đội xếp thứ 2 và không thể giành quyền trực tiếp tham dự World Cup. Đội sẽ phải thắng trận playoff bao gồm Thổ Nhĩ Kỳ, Ý và Bắc Macedonia để đủ điều kiện dự vòng chung kết. Bồ Đào Nha đánh bại Thổ Nhĩ Kỳ 3-1 trong trận bán kết, sau đó hạ Bắc Macedonia 2-0 tại chung kết để góp mặt tại World Cup 2022. Tại World Cup 2022, Bồ Đào Nha đứng đầu bảng H khi lần lượt thắng Ghana 3–2, Uruguay 2–0, & thua Hàn Quốc 0–1,  đội sau đó thắng Thụy Sĩ  6–1 tại vòng 16 đội, nhưng bị loại sau thất bại 0-1 trước Maroc ở vòng tứ kết. Sau chiến dịch World Cup đáng thất vọng, Santos bị sa thải vào ngày 15 tháng 12. Roberto Martinez được công bố là huấn luyện viên trưởng của Bồ Đào Nha, thay thế Fernando Santos vào ngày 9 tháng 1 năm 2023.

## Hình ảnh đội tuyển

### Trang phục
Bộ quần áo bóng đá sân nhà truyền thống của Bồ Đào Nha chủ yếu có màu đỏ với viền màu xanh lá cây, phản ánh màu sắc của quốc kỳ. Trong những năm qua, màu đỏ đặc biệt đã xen kẽ giữa màu đỏ tía đậm hơn và màu đỏ tươi nhạt hơn. Cả hai chiếc quần đùi màu xanh lá cây và màu đỏ đã được sử dụng để hoàn thành dải.
Mặt khác, bộ trang phục thi đấu trên sân khách của đội đã thay đổi đáng kể. Màu trắng thường được ưu tiên làm màu chủ đạo, hoặc với quần short màu xanh, hoặc màu đỏ và xanh lá cây nổi bật. Trong thời gian gần đây, màu đen đã được sử dụng, cũng như màu xanh ngọc lam-teal, sau này xuất hiện trong chiến dịch giành chức vô địch Euro 2016.

### Trên các phương tiện truyền thông
Các trận đấu vòng loại, Nations League và giao hữu của Bồ Đào Nha được phát sóng miễn phí bởi đài truyền hình công cộng RTP và mạng truyền hình trả tiền Sport TV.

## Thành tích quốc tế
| Thành tích                   | Thành tích | Thành tích | Thành tích | Thành tích |
| Giải đấu                     | Vô địch    | Á quân     | Hạng ba    | Hạng tư    |
| ---------------------------- | ---------- | ---------- | ---------- | ---------- |
| FIFA World Cup               | 0          | 0          | 1          | 1          |
| Giải vô địch bóng đá châu Âu | 1          | 1          | 3          | 0          |
| UEFA Nations League          | 1          | 0          | 0          | 0          |
| Tổng cộng                    | 2          | 1          | 4          | 1          |

### Giải vô địch bóng đá thế giới
Vô địch       Á quân       Hạng ba       Hạng tư  
| Năm       | Thành tích               | Thứ hạng                 | Trận                     | Thắng                    | Hòa                      | Thua                     | BT                       | BB                       |
| --------- | ------------------------ | ------------------------ | ------------------------ | ------------------------ | ------------------------ | ------------------------ | ------------------------ | ------------------------ |
| 1930      | Không tham dự            | Không tham dự            | Không tham dự            | Không tham dự            | Không tham dự            | Không tham dự            | Không tham dự            | Không tham dự            |
| 1934      | Không vượt qua vòng loại | Không vượt qua vòng loại | Không vượt qua vòng loại | Không vượt qua vòng loại | Không vượt qua vòng loại | Không vượt qua vòng loại | Không vượt qua vòng loại | Không vượt qua vòng loại |
| 1938      | Không vượt qua vòng loại | Không vượt qua vòng loại | Không vượt qua vòng loại | Không vượt qua vòng loại | Không vượt qua vòng loại | Không vượt qua vòng loại | Không vượt qua vòng loại | Không vượt qua vòng loại |
| 1950      | Không vượt qua vòng loại | Không vượt qua vòng loại | Không vượt qua vòng loại | Không vượt qua vòng loại | Không vượt qua vòng loại | Không vượt qua vòng loại | Không vượt qua vòng loại | Không vượt qua vòng loại |
| 1954      | Không vượt qua vòng loại | Không vượt qua vòng loại | Không vượt qua vòng loại | Không vượt qua vòng loại | Không vượt qua vòng loại | Không vượt qua vòng loại | Không vượt qua vòng loại | Không vượt qua vòng loại |
| 1958      | Không vượt qua vòng loại | Không vượt qua vòng loại | Không vượt qua vòng loại | Không vượt qua vòng loại | Không vượt qua vòng loại | Không vượt qua vòng loại | Không vượt qua vòng loại | Không vượt qua vòng loại |
| 1962      | Không vượt qua vòng loại | Không vượt qua vòng loại | Không vượt qua vòng loại | Không vượt qua vòng loại | Không vượt qua vòng loại | Không vượt qua vòng loại | Không vượt qua vòng loại | Không vượt qua vòng loại |
| 1966      | Hạng ba                  | 3rd                      | 6                        | 5                        | 0                        | 1                        | 17                       | 8                        |
| 1970      | Không vượt qua vòng loại | Không vượt qua vòng loại | Không vượt qua vòng loại | Không vượt qua vòng loại | Không vượt qua vòng loại | Không vượt qua vòng loại | Không vượt qua vòng loại | Không vượt qua vòng loại |
| 1974      | Không vượt qua vòng loại | Không vượt qua vòng loại | Không vượt qua vòng loại | Không vượt qua vòng loại | Không vượt qua vòng loại | Không vượt qua vòng loại | Không vượt qua vòng loại | Không vượt qua vòng loại |
| 1978      | Không vượt qua vòng loại | Không vượt qua vòng loại | Không vượt qua vòng loại | Không vượt qua vòng loại | Không vượt qua vòng loại | Không vượt qua vòng loại | Không vượt qua vòng loại | Không vượt qua vòng loại |
| 1982      | Không vượt qua vòng loại | Không vượt qua vòng loại | Không vượt qua vòng loại | Không vượt qua vòng loại | Không vượt qua vòng loại | Không vượt qua vòng loại | Không vượt qua vòng loại | Không vượt qua vòng loại |
| 1986      | Vòng 1                   | 17th                     | 3                        | 1                        | 0                        | 2                        | 2                        | 4                        |
| 1990      | Không vượt qua vòng loại | Không vượt qua vòng loại | Không vượt qua vòng loại | Không vượt qua vòng loại | Không vượt qua vòng loại | Không vượt qua vòng loại | Không vượt qua vòng loại | Không vượt qua vòng loại |
| 1994      | Không vượt qua vòng loại | Không vượt qua vòng loại | Không vượt qua vòng loại | Không vượt qua vòng loại | Không vượt qua vòng loại | Không vượt qua vòng loại | Không vượt qua vòng loại | Không vượt qua vòng loại |
| 1998      | Không vượt qua vòng loại | Không vượt qua vòng loại | Không vượt qua vòng loại | Không vượt qua vòng loại | Không vượt qua vòng loại | Không vượt qua vòng loại | Không vượt qua vòng loại | Không vượt qua vòng loại |
| 2002      | Vòng 1                   | 21st                     | 3                        | 1                        | 0                        | 2                        | 6                        | 4                        |
| 2006      | Hạng tư                  | 4th                      | 7                        | 4                        | 1*                       | 2                        | 7                        | 5                        |
| 2010      | Vòng 2                   | 11th                     | 4                        | 1                        | 2                        | 1                        | 7                        | 1                        |
| 2014      | Vòng 1                   | 18th                     | 3                        | 1                        | 1                        | 1                        | 4                        | 7                        |
| 2018      | Vòng 2                   | 13th                     | 4                        | 1                        | 2                        | 1                        | 6                        | 6                        |
| 2022      | Tứ kết                   | 8th                      | 5                        | 3                        | 0                        | 2                        | 12                       | 6                        |
| 2026      | Chưa xác định            | Chưa xác định            | Chưa xác định            | Chưa xác định            | Chưa xác định            | Chưa xác định            | Chưa xác định            | Chưa xác định            |
| 2030      | Đồng chủ nhà             | Đồng chủ nhà             | Đồng chủ nhà             | Đồng chủ nhà             | Đồng chủ nhà             | Đồng chủ nhà             | Đồng chủ nhà             | Đồng chủ nhà             |
| 2034      | Chưa xác định            | Chưa xác định            | Chưa xác định            | Chưa xác định            | Chưa xác định            | Chưa xác định            | Chưa xác định            | Chưa xác định            |
| Tổng cộng | 8/22 1 lần hạng ba       | 8/22 1 lần hạng ba       | 35                       | 17                       | 6                        | 12                       | 61                       | 41                       |

* Hòa bao gồm các trận đấu loại trực tiếp phải quyết định bằng sút phạt đền. Màu tối hơn chỉ chiến thắng, màu bình thường chỉ thất bại.
| Danh sách các trận đấu giải vô địch bóng đá thế giới | Danh sách các trận đấu giải vô địch bóng đá thế giới | Danh sách các trận đấu giải vô địch bóng đá thế giới | Danh sách các trận đấu giải vô địch bóng đá thế giới | Danh sách các trận đấu giải vô địch bóng đá thế giới |
| Năm                                                  | Vòng                                                 | Đối thủ                                              | Tỉ số                                                | Kết quả                                              |
| ---------------------------------------------------- | ---------------------------------------------------- | ---------------------------------------------------- | ---------------------------------------------------- | ---------------------------------------------------- |
| 1966                                                 | Vòng 1                                               | Hungary                                              | 3–1                                                  | Thắng                                                |
| 1966                                                 | Vòng 1                                               | Bulgaria                                             | 3–0                                                  | Thắng                                                |
| 1966                                                 | Vòng 1                                               | Brasil                                               | 3–1                                                  | Thắng                                                |
| 1966                                                 | Tứ kết                                               | CHDCND Triều Tiên                                    | 5–3                                                  | Thắng                                                |
| 1966                                                 | Bán kết                                              | Anh                                                  | 1–2                                                  | Thua                                                 |
| 1966                                                 | Tranh hạng ba                                        | Liên Xô                                              | 2–1                                                  | Thắng                                                |
| 1986                                                 | Vòng 1                                               | Anh                                                  | 1–0                                                  | Thắng                                                |
| 1986                                                 | Vòng 1                                               | Ba Lan                                               | 0–1                                                  | Thua                                                 |
| 1986                                                 | Vòng 1                                               | Maroc                                                | 1–3                                                  | Thua                                                 |
| 2002                                                 | Vòng 1                                               | Hoa Kỳ                                               | 2–3                                                  | Thua                                                 |
| 2002                                                 | Vòng 1                                               | Ba Lan                                               | 4–0                                                  | Thắng                                                |
| 2002                                                 | Vòng 1                                               | Hàn Quốc                                             | 0–1                                                  | Thua                                                 |
| 2006                                                 | Vòng 1                                               | Angola                                               | 1–0                                                  | Thắng                                                |
| 2006                                                 | Vòng 1                                               | Iran                                                 | 2–0                                                  | Thắng                                                |
| 2006                                                 | Vòng 1                                               | México                                               | 2–1                                                  | Thắng                                                |
| 2006                                                 | Vòng 2                                               | Hà Lan                                               | 1–0                                                  | Thắng                                                |
| 2006                                                 | Tứ kết                                               | Anh                                                  | 0–0 3–1 (pen.)                                       | Hòa                                                  |
| 2006                                                 | Bán kết                                              | Pháp                                                 | 0–1                                                  | Thua                                                 |
| 2006                                                 | Tranh hạng ba                                        | Đức                                                  | 1–3                                                  | Thua                                                 |
| 2010                                                 | Vòng 1                                               | Bờ Biển Ngà                                          | 0–0                                                  | Hòa                                                  |
| 2010                                                 | Vòng 1                                               | CHDCND Triều Tiên                                    | 7–0                                                  | Thắng                                                |
| 2010                                                 | Vòng 1                                               | Brasil                                               | 0–0                                                  | Hòa                                                  |
| 2010                                                 | Vòng 2                                               | Tây Ban Nha                                          | 0–1                                                  | Thua                                                 |
| 2014                                                 | Vòng 1                                               | Đức                                                  | 0–4                                                  | Thua                                                 |
| 2014                                                 | Vòng 1                                               | Hoa Kỳ                                               | 2–2                                                  | Hòa                                                  |
| 2014                                                 | Vòng 1                                               | Ghana                                                | 2–1                                                  | Thắng                                                |
| 2018                                                 | Vòng 1                                               | Tây Ban Nha                                          | 3–3                                                  | Hòa                                                  |
| 2018                                                 | Vòng 1                                               | Maroc                                                | 1–0                                                  | Thắng                                                |
| 2018                                                 | Vòng 1                                               | Iran                                                 | 1–1                                                  | Hòa                                                  |
| 2018                                                 | Vòng 2                                               | Uruguay                                              | 1–2                                                  | Thua                                                 |
| 2022                                                 | Vòng 1                                               | Ghana                                                | 3–2                                                  | Thắng                                                |
| 2022                                                 | Vòng 1                                               | Uruguay                                              | 2–0                                                  | Thắng                                                |
| 2022                                                 | Vòng 1                                               | Hàn Quốc                                             | 1–2                                                  | Thua                                                 |
| 2022                                                 | Vòng 2                                               | Thụy Sĩ                                              | 6–1                                                  | Thắng                                                |
| 2022                                                 | Tứ kết                                               | Maroc                                                | 0–1                                                  | Thua                                                 |

### Giải vô địch bóng đá châu Âu
| Năm       | Thành tích               | Thứ hạng                 | Trận                     | Thắng                    | Hòa                      | Thua                     | BT                       | BB                       |
| --------- | ------------------------ | ------------------------ | ------------------------ | ------------------------ | ------------------------ | ------------------------ | ------------------------ | ------------------------ |
| 1960      | Không vượt qua vòng loại | Không vượt qua vòng loại | Không vượt qua vòng loại | Không vượt qua vòng loại | Không vượt qua vòng loại | Không vượt qua vòng loại | Không vượt qua vòng loại | Không vượt qua vòng loại |
| 1964      | Không vượt qua vòng loại | Không vượt qua vòng loại | Không vượt qua vòng loại | Không vượt qua vòng loại | Không vượt qua vòng loại | Không vượt qua vòng loại | Không vượt qua vòng loại | Không vượt qua vòng loại |
| 1968      | Không vượt qua vòng loại | Không vượt qua vòng loại | Không vượt qua vòng loại | Không vượt qua vòng loại | Không vượt qua vòng loại | Không vượt qua vòng loại | Không vượt qua vòng loại | Không vượt qua vòng loại |
| 1972      | Không vượt qua vòng loại | Không vượt qua vòng loại | Không vượt qua vòng loại | Không vượt qua vòng loại | Không vượt qua vòng loại | Không vượt qua vòng loại | Không vượt qua vòng loại | Không vượt qua vòng loại |
| 1976      | Không vượt qua vòng loại | Không vượt qua vòng loại | Không vượt qua vòng loại | Không vượt qua vòng loại | Không vượt qua vòng loại | Không vượt qua vòng loại | Không vượt qua vòng loại | Không vượt qua vòng loại |
| 1980      | Không vượt qua vòng loại | Không vượt qua vòng loại | Không vượt qua vòng loại | Không vượt qua vòng loại | Không vượt qua vòng loại | Không vượt qua vòng loại | Không vượt qua vòng loại | Không vượt qua vòng loại |
| 1984      | Bán kết                  | 3rd                      | 4                        | 1                        | 2                        | 1                        | 4                        | 4                        |
| 1988      | Không vượt qua vòng loại | Không vượt qua vòng loại | Không vượt qua vòng loại | Không vượt qua vòng loại | Không vượt qua vòng loại | Không vượt qua vòng loại | Không vượt qua vòng loại | Không vượt qua vòng loại |
| 1992      | Không vượt qua vòng loại | Không vượt qua vòng loại | Không vượt qua vòng loại | Không vượt qua vòng loại | Không vượt qua vòng loại | Không vượt qua vòng loại | Không vượt qua vòng loại | Không vượt qua vòng loại |
| 1996      | Tứ kết                   | 5th                      | 4                        | 2                        | 1                        | 1                        | 5                        | 2                        |
| 2000      | Bán kết                  | 3rd                      | 5                        | 4                        | 0                        | 1                        | 10                       | 4                        |
| 2004      | Á quân                   | 2nd                      | 6                        | 3                        | 1*                       | 2                        | 8                        | 6                        |
| 2008      | Tứ kết                   | 7th                      | 4                        | 2                        | 0                        | 2                        | 7                        | 6                        |
| 2012      | Bán kết                  | 3rd                      | 5                        | 3                        | 1*                       | 1                        | 6                        | 4                        |
| 2016      | Vô địch                  | 1st                      | 7                        | 3                        | 4                        | 0                        | 9                        | 5                        |
| 2020      | Vòng 2                   | 13th                     | 4                        | 1                        | 1                        | 2                        | 7                        | 7                        |
| 2024      | Tứ kết                   | 8th                      | 5                        | 2                        | 2                        | 1                        | 5                        | 3                        |
| 2028      | Chưa xác định            | Chưa xác định            | Chưa xác định            | Chưa xác định            | Chưa xác định            | Chưa xác định            | Chưa xác định            | Chưa xác định            |
| 2032      | Chưa xác định            | Chưa xác định            | Chưa xác định            | Chưa xác định            | Chưa xác định            | Chưa xác định            | Chưa xác định            | Chưa xác định            |
| Tổng cộng | 9/17 1 lần vô địch       | 9/17 1 lần vô địch       | 44                       | 21                       | 12                       | 11                       | 61                       | 41                       |

* Hòa bao gồm các trận đấu loại trực tiếp phải quyết định bằng sút phạt đền. Màu tối hơn chỉ chiến thắng, màu bình thường chỉ thất bại.
| Danh sách các trận đấu giải vô địch bóng đá châu Âu | Danh sách các trận đấu giải vô địch bóng đá châu Âu | Danh sách các trận đấu giải vô địch bóng đá châu Âu | Danh sách các trận đấu giải vô địch bóng đá châu Âu | Danh sách các trận đấu giải vô địch bóng đá châu Âu |
| Năm                                                 | Vòng                                                | Đối thủ                                             | Tỉ số                                               | Kết quả                                             |
| --------------------------------------------------- | --------------------------------------------------- | --------------------------------------------------- | --------------------------------------------------- | --------------------------------------------------- |
| 1984                                                | Vòng 1                                              | Tây Đức                                             | 1–1                                                 | Hòa                                                 |
| 1984                                                | Vòng 1                                              | Tây Ban Nha                                         | 1–1                                                 | Hòa                                                 |
| 1984                                                | Vòng 1                                              | România                                             | 1–0                                                 | Thắng                                               |
| 1984                                                | Bán kết                                             | Pháp                                                | 2–3                                                 | Thua                                                |
| 1996                                                | Vòng 1                                              | Đan Mạch                                            | 1–1                                                 | Hòa                                                 |
| 1996                                                | Vòng 1                                              | Thổ Nhĩ Kỳ                                          | 1–0                                                 | Thắng                                               |
| 1996                                                | Vòng 1                                              | Croatia                                             | 3–0                                                 | Thắng                                               |
| 1996                                                | Tứ kết                                              | Séc                                                 | 0–1                                                 | Thua                                                |
| 2000                                                | Vòng 1                                              | Anh                                                 | 3–2                                                 | Thắng                                               |
| 2000                                                | Vòng 1                                              | România                                             | 1–0                                                 | Thắng                                               |
| 2000                                                | Vòng 1                                              | Đức                                                 | 3–0                                                 | Thắng                                               |
| 2000                                                | Tứ kết                                              | Thổ Nhĩ Kỳ                                          | 2–0                                                 | Thắng                                               |
| 2000                                                | Bán kết                                             | Pháp                                                | 1–2                                                 | Thua                                                |
| 2004                                                | Vòng 1                                              | Hy Lạp                                              | 1–2                                                 | Thua                                                |
| 2004                                                | Vòng 1                                              | Nga                                                 | 2–0                                                 | Thắng                                               |
| 2004                                                | Vòng 1                                              | Tây Ban Nha                                         | 1–0                                                 | Thắng                                               |
| 2004                                                | Tứ kết                                              | Anh                                                 | 2–2 6–5 (pen.)                                      | Hòa                                                 |
| 2004                                                | Bán kết                                             | Hà Lan                                              | 2–1                                                 | Thắng                                               |
| 2004                                                | Chung kết                                           | Hy Lạp                                              | 0–1                                                 | Thua                                                |
| 2008                                                | Vòng 1                                              | Thổ Nhĩ Kỳ                                          | 2–0                                                 | Thắng                                               |
| 2008                                                | Vòng 1                                              | Séc                                                 | 3–1                                                 | Thắng                                               |
| 2008                                                | Vòng 1                                              | Thụy Sĩ                                             | 0–2                                                 | Thua                                                |
| 2008                                                | Tứ kết                                              | Đức                                                 | 2–3                                                 | Thua                                                |
| 2012                                                | Vòng 1                                              | Đức                                                 | 0–1                                                 | Thua                                                |
| 2012                                                | Vòng 1                                              | Đan Mạch                                            | 3–2                                                 | Thắng                                               |
| 2012                                                | Vòng 1                                              | Hà Lan                                              | 2–1                                                 | Thắng                                               |
| 2012                                                | Tứ kết                                              | Séc                                                 | 1–0                                                 | Thắng                                               |
| 2012                                                | Bán kết                                             | Tây Ban Nha                                         | 0–0 2–4 (pen.)                                      | Hòa                                                 |
| 2016                                                | Vòng 1                                              | Iceland                                             | 1–1                                                 | Hòa                                                 |
| 2016                                                | Vòng 1                                              | Áo                                                  | 0–0                                                 | Hòa                                                 |
| 2016                                                | Vòng 1                                              | Hungary                                             | 3–3                                                 | Hòa                                                 |
| 2016                                                | Vòng 2                                              | Croatia                                             | 1–0                                                 | Thắng                                               |
| 2016                                                | Tứ kết                                              | Ba Lan                                              | 1–1 5–3 (pen.)                                      | Hòa                                                 |
| 2016                                                | Bán kết                                             | Wales                                               | 2–0                                                 | Thắng                                               |
| 2016                                                | Chung kết                                           | Pháp                                                | 1–0 (h.p.)                                          | Thắng                                               |
| 2020                                                | Vòng 1                                              | Hungary                                             | 3–0                                                 | Thắng                                               |
| 2020                                                | Vòng 1                                              | Đức                                                 | 2–4                                                 | Thua                                                |
| 2020                                                | Vòng 1                                              | Pháp                                                | 2–2                                                 | Hòa                                                 |
| 2020                                                | Vòng 2                                              | Bỉ                                                  | 0–1                                                 | Thua                                                |
| 2024                                                | Vòng 1                                              | Séc                                                 | 2–1                                                 | Thắng                                               |
| 2024                                                | Vòng 1                                              | Thổ Nhĩ Kỳ                                          | 3–0                                                 | Thắng                                               |
| 2024                                                | Vòng 1                                              | Gruzia                                              | 0–2                                                 | Thua                                                |
| 2024                                                | Vòng 2                                              | Slovenia                                            | 0–0 3–0 (pen.)                                      | Hòa                                                 |
| 2024                                                | Tứ kết                                              | Pháp                                                | 0–0 3–5 (pen.)                                      | Hòa                                                 |

### Cúp Liên đoàn các châu lục
| Năm       | Vòng                      | Thứ hạng                  | Trận                      | Thắng                     | Hòa                       | Thua                      | BT                        | BB                        |
| --------- | ------------------------- | ------------------------- | ------------------------- | ------------------------- | ------------------------- | ------------------------- | ------------------------- | ------------------------- |
| 1992      | Không giành quyền tham dự | Không giành quyền tham dự | Không giành quyền tham dự | Không giành quyền tham dự | Không giành quyền tham dự | Không giành quyền tham dự | Không giành quyền tham dự | Không giành quyền tham dự |
| 1995      | Không giành quyền tham dự | Không giành quyền tham dự | Không giành quyền tham dự | Không giành quyền tham dự | Không giành quyền tham dự | Không giành quyền tham dự | Không giành quyền tham dự | Không giành quyền tham dự |
| 1997      | Không giành quyền tham dự | Không giành quyền tham dự | Không giành quyền tham dự | Không giành quyền tham dự | Không giành quyền tham dự | Không giành quyền tham dự | Không giành quyền tham dự | Không giành quyền tham dự |
| 1999      | Không giành quyền tham dự | Không giành quyền tham dự | Không giành quyền tham dự | Không giành quyền tham dự | Không giành quyền tham dự | Không giành quyền tham dự | Không giành quyền tham dự | Không giành quyền tham dự |
| 2001      | Không giành quyền tham dự | Không giành quyền tham dự | Không giành quyền tham dự | Không giành quyền tham dự | Không giành quyền tham dự | Không giành quyền tham dự | Không giành quyền tham dự | Không giành quyền tham dự |
| 2003      | Không giành quyền tham dự | Không giành quyền tham dự | Không giành quyền tham dự | Không giành quyền tham dự | Không giành quyền tham dự | Không giành quyền tham dự | Không giành quyền tham dự | Không giành quyền tham dự |
| 2005      | Không giành quyền tham dự | Không giành quyền tham dự | Không giành quyền tham dự | Không giành quyền tham dự | Không giành quyền tham dự | Không giành quyền tham dự | Không giành quyền tham dự | Không giành quyền tham dự |
| 2009      | Không giành quyền tham dự | Không giành quyền tham dự | Không giành quyền tham dự | Không giành quyền tham dự | Không giành quyền tham dự | Không giành quyền tham dự | Không giành quyền tham dự | Không giành quyền tham dự |
| 2013      | Không giành quyền tham dự | Không giành quyền tham dự | Không giành quyền tham dự | Không giành quyền tham dự | Không giành quyền tham dự | Không giành quyền tham dự | Không giành quyền tham dự | Không giành quyền tham dự |
| 2017      | Hạng ba                   | 3                         | 5                         | 3                         | 2                         | 0                         | 9                         | 3                         |
| Tổng cộng | Hạng ba                   | 1/10                      | 5                         | 3                         | 2                         | 0                         | 9                         | 3                         |

* Hòa bao gồm các trận đấu loại trực tiếp phải quyết định bằng sút phạt đền. Màu tối hơn chỉ chiến thắng, màu bình thường chỉ thất bại.
| Danh sách các trận đấu cúp Liên đoàn các châu lục | Danh sách các trận đấu cúp Liên đoàn các châu lục | Danh sách các trận đấu cúp Liên đoàn các châu lục | Danh sách các trận đấu cúp Liên đoàn các châu lục | Danh sách các trận đấu cúp Liên đoàn các châu lục |
| Năm                                               | Vòng                                              | Đối thủ                                           | Tỉ số                                             | Kết quả                                           |
| ------------------------------------------------- | ------------------------------------------------- | ------------------------------------------------- | ------------------------------------------------- | ------------------------------------------------- |
| 2017                                              | Vòng bảng                                         | México                                            | 2–2                                               | Hòa                                               |
| 2017                                              | Vòng bảng                                         | Nga                                               | 1–0                                               | Thắng                                             |
| 2017                                              | Vòng bảng                                         | New Zealand                                       | 4–0                                               | Thắng                                             |
| 2017                                              | Bán kết                                           | Chile                                             | 0–0 0–3 (pen.)                                    | Hòa                                               |
| 2017                                              | Tranh hạng ba                                     | México                                            | 2–1 (h.p.)                                        | Thắng                                             |

### UEFA Nations League
| Năm       | Nhóm đấu  | Thành tích    | Pos | Pld | W | D* | L | GF | GA |
| --------- | --------- | ------------- | --- | --- | - | -- | - | -- | -- |
| 2018–19   | A         | Vô địch       | 1st | 4   | 2 | 2  | 0 | 5  | 3  |
| 2020–21   | A         | Vòng bảng     | 5th | 6   | 4 | 1  | 1 | 12 | 4  |
| 2022–23   | A         | Vòng bảng     | 6th | 6   | 3 | 1  | 2 | 11 | 3  |
| Tổng cộng | Tổng cộng | 1 lần vô địch | 3/3 | 16  | 9 | 4  | 3 | 28 | 10 |

* Hòa bao gồm các trận đấu loại trực tiếp phải quyết định bằng sút phạt đền. Màu tối hơn chỉ chiến thắng, màu bình thường chỉ thất bại.

### Thế vận hội
- (Nội dung thi đấu dành cho cấp đội tuyển quốc gia cho đến kỳ Đại hội năm 1988)

| Năm       | Kết quả                    | Pld                        | W                          | D                          | L                          | GF                         | GA                         |
| --------- | -------------------------- | -------------------------- | -------------------------- | -------------------------- | -------------------------- | -------------------------- | -------------------------- |
| 1896      | Không tổ chức giải bóng đá | Không tổ chức giải bóng đá | Không tổ chức giải bóng đá | Không tổ chức giải bóng đá | Không tổ chức giải bóng đá | Không tổ chức giải bóng đá | Không tổ chức giải bóng đá |
| 1900      | Không tham dự              | Không tham dự              | Không tham dự              | Không tham dự              | Không tham dự              | Không tham dự              | Không tham dự              |
| 1904      | Không tham dự              | Không tham dự              | Không tham dự              | Không tham dự              | Không tham dự              | Không tham dự              | Không tham dự              |
| 1908      | Không tham dự              | Không tham dự              | Không tham dự              | Không tham dự              | Không tham dự              | Không tham dự              | Không tham dự              |
| 1912      | Không tham dự              | Không tham dự              | Không tham dự              | Không tham dự              | Không tham dự              | Không tham dự              | Không tham dự              |
| 1920      | Không tham dự              | Không tham dự              | Không tham dự              | Không tham dự              | Không tham dự              | Không tham dự              | Không tham dự              |
| 1924      | Không tham dự              | Không tham dự              | Không tham dự              | Không tham dự              | Không tham dự              | Không tham dự              | Không tham dự              |
| 1928      | Tứ kết                     | 3                          | 2                          | 0                          | 1                          | 7                          | 5                          |
| 1932      | Không tổ chức giải bóng đá | Không tổ chức giải bóng đá | Không tổ chức giải bóng đá | Không tổ chức giải bóng đá | Không tổ chức giải bóng đá | Không tổ chức giải bóng đá | Không tổ chức giải bóng đá |
| 1936      | Không tham dự              | Không tham dự              | Không tham dự              | Không tham dự              | Không tham dự              | Không tham dự              | Không tham dự              |
| 1948      | Không tham dự              | Không tham dự              | Không tham dự              | Không tham dự              | Không tham dự              | Không tham dự              | Không tham dự              |
| 1952      | Không tham dự              | Không tham dự              | Không tham dự              | Không tham dự              | Không tham dự              | Không tham dự              | Không tham dự              |
| 1956      | Không tham dự              | Không tham dự              | Không tham dự              | Không tham dự              | Không tham dự              | Không tham dự              | Không tham dự              |
| 1960      | Không tham dự              | Không tham dự              | Không tham dự              | Không tham dự              | Không tham dự              | Không tham dự              | Không tham dự              |
| 1964      | Không tham dự              | Không tham dự              | Không tham dự              | Không tham dự              | Không tham dự              | Không tham dự              | Không tham dự              |
| 1968      | Không tham dự              | Không tham dự              | Không tham dự              | Không tham dự              | Không tham dự              | Không tham dự              | Không tham dự              |
| 1972      | Không tham dự              | Không tham dự              | Không tham dự              | Không tham dự              | Không tham dự              | Không tham dự              | Không tham dự              |
| 1976      | Không tham dự              | Không tham dự              | Không tham dự              | Không tham dự              | Không tham dự              | Không tham dự              | Không tham dự              |
| 1980      | Không tham dự              | Không tham dự              | Không tham dự              | Không tham dự              | Không tham dự              | Không tham dự              | Không tham dự              |
| 1984      | Không vượt qua vòng loại   | Không vượt qua vòng loại   | Không vượt qua vòng loại   | Không vượt qua vòng loại   | Không vượt qua vòng loại   | Không vượt qua vòng loại   | Không vượt qua vòng loại   |
| 1988      | Không vượt qua vòng loại   | Không vượt qua vòng loại   | Không vượt qua vòng loại   | Không vượt qua vòng loại   | Không vượt qua vòng loại   | Không vượt qua vòng loại   | Không vượt qua vòng loại   |
| Tổng cộng | 1/21 Tứ kết                | 3                          | 2                          | 0                          | 1                          | 7                          | 5                          |

## Danh hiệu
- Giải vô địch bóng đá thế giới:

Hạng ba: 1966
Hạng tư: 2006
- Giải vô địch bóng đá châu Âu:

Vô địch: 2016
Á quân: 2004
Bán kết: 1984; 2000; 2012
- UEFA Nations League:

Vô địch: 2018–19;2024-2025
- Confederations Cup:

Hạng ba: 2017

#### Giải thưởng khác
- Giải phong cách (FIFA World Cup Most Entertaining Team): 2006

## Kết quả gần đây và lịch thi đấu sắp tới

### 2024
| 21 tháng 3 Giao hữu | Bồ Đào Nha                                                     | 5–2      | Thụy Điển                    | Guimarães, Bồ Đào Nha                                                                                |  |
| 19:45               | - Leão 24' - Nunes 33' - Fernandes 45' - Bruma 57' - Ramos 61' | Chi tiết | - Gyökeres 58' - Nilsson 90' | Sân vận động: Sân vận động D. Afonso Henriques Trọng tài: Ricardo de Burgos Bengoetxea (Tây Ban Nha) |  |

| 26 tháng 3 Giao hữu | Slovenia                        | 2–0      | Bồ Đào Nha | Ljubljana, Slovenia                                                               |  |
| 19:45               | - Gnezda Čerin 72' - Elšnik 80' | Chi tiết |            | Sân vận động: Sân vận động Stožice Trọng tài: Irfan Peljto (Bosna và Hercegovina) |  |

| 4 tháng 6 Giao hữu | Bồ Đào Nha                                           | 4–2      | Phần Lan         | Lisbon, Bồ Đào Nha                                                                                        |  |
| 19:45              | - Dias 17' - Jota 45+4' (ph.đ.) - Fernandes 55', 84' | Chi tiết | - Pukki 72', 77' | Sân vận động: Sân vận động José Alvalade Lượng khán giả: 43,125 Trọng tài: Christian-Petru Ciochirca (Áo) |  |

| 8 tháng 6 Giao hữu | Bồ Đào Nha | 1–2      | Croatia                           | Oeiras, Bồ Đào Nha                                               |  |
| 18:45              | - Jota 48' | Chi tiết | - Modrić 8' (ph.đ.) - Budimir 56' | Sân vận động: Sân vận động quốc gia Trọng tài: Harm Osmers (Đức) |  |

| 11 tháng 6 Giao hữu | Bồ Đào Nha                     | 3–0      | Cộng hòa Ireland | Aveiro, Bồ Đào Nha                                                             |  |
| 19:45               | - Félix 18' - Ronaldo 50', 60' | Chi tiết |                  | Sân vận động: Sân vận động Municipal de Aveiro Trọng tài: Chris Kavanagh (Anh) |  |

| 18 tháng 6 Bảng F UEFA Euro 2024 | Bồ Đào Nha                            | 2–1      | Séc          | Leipzig, Đức                                                                   |  |
| 21:00                            | - Hranáč 69' (l.n.) - Conceição 90+2' | Chi tiết | - Provod 62' | Sân vận động: Red Bull Arena Lượng khán giả: 38,421 Trọng tài: Marco Guida (Ý) |  |

| 22 tháng 6 Bảng F UEFA Euro 2024 | Thổ Nhĩ Kỳ | 0–3      | Bồ Đào Nha                                          | Dortmund, Đức                                                                       |  |
| 18:00                            |            | Chi tiết | - B. Silva 21' - Akaydin 28' (l.n.) - Fernandes 56' | Sân vận động: Westfalenstadion Lượng khán giả: 61,047 Trọng tài: Felix Zwayer (Đức) |  |

| 26 tháng 6 Bảng F UEFA Euro 2024 | Gruzia                                      | 2–0      | Bồ Đào Nha | Gelsenkirchen, Đức                                                                        |  |
| 21:00                            | - Kvaratskhelia 2' - Mikautadze 57' (ph.đ.) | Chi tiết |            | Sân vận động: Arena AufSchalke Lượng khán giả: 49,616 Trọng tài: Sandro Schärer (Thụy Sĩ) |  |

| 1 tháng 7 Vòng 16 đội UEFA Euro 2024 | Bồ Đào Nha | 0–0 (s.h.p.) (3–0 p)         | Slovenia | Frankfurt, Đức                                                                 |  |
| 21:00                                |            | Chi tiết                     |          | Sân vận động: Waldstadion Lượng khán giả: 46,576 Trọng tài: Daniele Orsato (Ý) |  |
|                                      |            | Loạt sút luân lưu            |          |                                                                                |  |
| - Ronaldo - Fernandes - B. Silva     |            | - Iličić - Balkovec - Verbič |          |                                                                                |  |

| 5 tháng 7 Tứ kết UEFA Euro 2024       | Bồ Đào Nha | 0–0 (s.h.p.) (3–5 p)                              | Pháp | Frankfurt, Đức                                            |  |
| 21:00                                 |            | Chi tiết                                          |      | Sân vận động: Waldstadion Trọng tài: Michael Oliver (Anh) |  |
|                                       |            | Loạt sút luân lưu                                 |      |                                                           |  |
| - Ronaldo - B. Silva - Félix - Mendes |            | - Dembélé - Fofana - Koundé - Barcola - Hernandez |      |                                                           |  |

| 5 tháng 9 UEFA Nations League 2024–25 | Bồ Đào Nha               | 2–1      | Croatia            | Lisbon, Bồ Đào Nha                                                                                  |  |
| 19:45                                 | - Dalot 7' - Ronaldo 34' | Chi tiết | - Dalot 41' (l.n.) | Sân vận động: Sân vận động Ánh sáng Lượng khán giả: 57,675 Trọng tài: Halil Umut Meler (Thổ Nhĩ Kỳ) |  |

| 8 tháng 9 UEFA Nations League 2024–25 | Bồ Đào Nha                    | 2–1      | Scotland       | Lisbon, Bồ Đào Nha                                                                         |  |
| 19:45                                 | - Fernandes 54' - Ronaldo 88' | Chi tiết | - McTominay 7' | Sân vận động: Sân vận động Ánh sáng Lượng khán giả: 59,894 Trọng tài: Maurizio Mariani (Ý) |  |

| 12 tháng 10 UEFA Nations League 2024–25 | Ba Lan                                          | 1–3      | Bồ Đào Nha      | Warsaw, Ba Lan                                                            |  |
| 20:45                                   | - Silva 26' - Ronaldo 37' - Bednarek 88' (l.n.) | Chi tiết | - Zielinski 78' | Sân vận động: PGE Narodowy Lượng khán giả: 56 854 Trọng tài: Gozubuyuk S. |  |

| 15 tháng 10 UEFA Nations League 2024–25 | Scotland | 0–0      | Bồ Đào Nha | Glasgow, Scotland                                                      |  |
| 19:45                                   |          | Chi tiết |            | Sân vận động: Hampden Park Lượng khán giả: 49 057 Trọng tài: Visser L. |  |

| 15 tháng 11 UEFA Nations League 2024–25 | Bồ Đào Nha                                                                             | 5–1      | Ba Lan                | Porto, Bồ Đào Nha                                                             |  |
| 19:45                                   | - Rafael Leão 59' - Ronaldo 72' (ph.đ.) - Bruno Fernandes 80' - Neto 83' - Ronaldo 88' | Chi tiết | - Dominik Marczuk 88' | Sân vận động: Sân vận động Dragão Lượng khán giả: 47 238 Trọng tài: Rumsas D. |  |

| 18 tháng 11 UEFA Nations League 2024–25 | Croatia        | 1–1      | Bồ Đào Nha  | Split, Croatia                                                                       |  |
| 20:45                                   | - Gvardiol 65' | Chi tiết | - Félix 33' | Sân vận động: Sân vận động Poljud Lượng khán giả: 33,386 Trọng tài: Davide Massa (Ý) |  |

### 2025
| 20 tháng 3 UEFA Nations League 2024–25 - Tứ kết | Đan Mạch      | 1–0      | Bồ Đào Nha | Copenhagen, Đan Mạch                                                                       |  |
| 20:45                                           | - Højlund 78' | Chi tiết |            | Sân vận động: Parken Lượng khán giả: 36,322 Trọng tài: Irfan Peljto (Bosna và Hercegovina) |  |

| 23 tháng 3 UEFA Nations League 2024–25 - Tứ kết | Bồ Đào Nha                                                          | 5–2 (s.h.p.) (TTS 5–3) | Đan Mạch                       | Lisbon, Bồ Đào Nha                                                                     |  |
| 19:45                                           | - Andersen 38' (l.n.) - Ronaldo 72' - Trincão 86', 91' - Ramos 115' | Chi tiết               | - Kristensen 56' - Eriksen 76' | Sân vận động: José Alvalade Lượng khán giả: 47,123 Trọng tài: Slavko Vinčić (Slovenia) |  |

| 4 tháng 6 UEFA Nations League 2024–25 - Bán kết | Đức         | 1–2      | Bồ Đào Nha                    | Munich, Đức                                                                            |  |
| 20:45 CEST (UTC+02:00)                          | - Wirtz 48' | Chi tiết | - Conceição 63' - Ronaldo 68' | Sân vận động: Allianz Arena Lượng khán giả: 65,823 Trọng tài: Slavko Vinčić (Slovenia) |  |

| 8 tháng 6 UEFA Nations League 2024–25 - Chung kết | Bồ Đào Nha                 | 2–2 (s.h.p.) (5–3 p)             | Tây Ban Nha                     | Munich, Đức                                                                            |  |
| 20:45 CEST (UTC+02:00)                            | - Mendes 26' - Ronaldo 61' | Chi tiết                         | - Zubimendi 21' - Oyarzabal 45' | Sân vận động: Allianz Arena Lượng khán giả: 65,852 Trọng tài: Sandro Schärer (Thụy Sĩ) |  |
|                                                   |                            | Loạt sút luân lưu                |                                 |                                                                                        |  |
| - Ramos - Vitinha - Fernandes - Mendes - R. Neves |                            | - Merino - Baena - Isco - Morata |                                 |                                                                                        |  |

| 6 tháng 9 Vòng loại FIFA World Cup 2026 | Armenia | v        | Bồ Đào Nha | Yerevan, Armenia                       |  |
| 20:00 AMT (UTC+04:00)                   |         | Chi tiết |            | Sân vận động: Cộng hòa Vazgen Sargsyan |  |

| 9 tháng 9 Vòng loại FIFA World Cup 2026 | Hungary | v        | Bồ Đào Nha | Budapest, Hungary          |  |
| 20:45 CEST (UTC+02:00)                  |         | Chi tiết |            | Sân vận động: Puskás Aréna |  |

| 11 tháng 10 Vòng loại FIFA World Cup 2026 | Bồ Đào Nha | v        | Cộng hòa Ireland | Bồ Đào Nha |  |
| 19:45 WEST (UTC+01:00)                    |            | Chi tiết |                  |            |  |

| 14 tháng 10 Vòng loại FIFA World Cup 2026 | Bồ Đào Nha | v        | Hungary | Bồ Đào Nha |  |
| 19:45 WEST (UTC+01:00)                    |            | Chi tiết |         |            |  |

| 13 tháng 11 Vòng loại FIFA World Cup 2026 | Cộng hòa Ireland | v        | Bồ Đào Nha | Dublin, Ireland     |  |
| 19:45 WEST (UTC+01:00)                    |                  | Chi tiết |            | Sân vận động: Aviva |  |

| 16 tháng 11 Vòng loại FIFA World Cup 2026 | Bồ Đào Nha | v        | Armenia | Bồ Đào Nha |  |
| 14:00 WET (UTC+00:00)                     |            | Chi tiết |         |            |  |

## Ban huấn luyện
| Vị trí      | Tên                            |
| ----------- | ------------------------------ |
| HLV trưởng  | Roberto Martínez               |
| Trợ lý HLV  | Anthony Barry Ricardo Carvalho |
| HLV thủ môn | Iñaki Vergara Ricardos         |

### Lịch sử huấn luyện
Tính đến ngày 27 tháng 12 năm 2023
| Huấn luyện viên      | Giai đoạn                        | Trận | Thắng | Hòa | Thua | % Thắng |
| -------------------- | -------------------------------- | ---- | ----- | --- | ---- | ------- |
| Ủy ban               | 1921–1923                        | 3    | 0     | 0   | 3    | 0.00    |
| Ribeiro dos Reis     | 1925–1926                        | 5    | 1     | 0   | 4    | 20.00   |
| Cândido de Oliveira  | 1926–1929, 1935–1945, 1952       | 28   | 6     | 9   | 13   | 21.43   |
| Maia Loureiro        | 1929                             | 1    | 0     | 0   | 1    | 0.00    |
| Laurindo Grijó       | 1930                             | 4    | 2     | 0   | 2    | 50.00   |
| Tavares da Silva     | 1931, 1945–1947, 1951, 1955–1957 | 29   | 10    | 4   | 15   | 34.48   |
| Salvador do Carmo    | 1932–1933, 1950, 1953–1954       | 12   | 3     | 4   | 5    | 25.00   |
| Virgílio Paula       | 1947–1948                        | 3    | 1     | 0   | 2    | 33.33   |
| Armando Sampaio      | 1949                             | 4    | 1     | 1   | 2    | 25.00   |
| José Maria Antunes   | 1957–1960, 1962–1964, 1968–1969  | 31   | 9     | 4   | 18   | 29.03   |
| Armando Ferreira     | 1961, 1962                       | 6    | 1     | 1   | 4    | 16.67   |
| Fernando Peyroteo    | 1961                             | 2    | 0     | 0   | 2    | 0.00    |
| Manuel da Luz Afonso | 1964–1966                        | 20   | 15    | 2   | 3    | 75.00   |
| José Gomes da Silva  | 1967, 1970–1971                  | 13   | 5     | 4   | 4    | 38.46   |
| José Augusto         | 1972–1973                        | 15   | 9     | 4   | 2    | 60.00   |
| José Maria Pedroto   | 1974–1976                        | 15   | 6     | 4   | 5    | 40.00   |
| Juca                 | 1977–1978, 1980–1982, 1987–1989  | 34   | 15    | 7   | 12   | 44.12   |
| Mário Wilson         | 1978–1980                        | 10   | 5     | 2   | 3    | 50.00   |
| Otto Glória          | 1964–1966, 1982–1983             | 7    | 3     | 1   | 3    | 42.86   |
| Fernando Cabrita     | 1983–1984                        | 9    | 5     | 2   | 2    | 55.56   |
| José Augusto Torres  | 1984–1986                        | 17   | 8     | 1   | 8    | 47.06   |
| Ruy Seabra           | 1986–1987                        | 6    | 1     | 4   | 1    | 16.67   |
| Artur Jorge          | 1990–1991, 1996–1997             | 26   | 11    | 10  | 5    | 42.31   |
| Carlos Queiroz       | 1991–1993, 2008–2010             | 50   | 25    | 17  | 8    | 50.00   |
| Nelo Vingada         | 1994                             | 2    | 0     | 2   | 0    | 0.00    |
| António Oliveira     | 1994–1996, 2000–2002             | 43   | 25    | 10  | 8    | 58.14   |
| Humberto Coelho      | 1997–2000                        | 24   | 16    | 4   | 4    | 66.67   |
| Agostinho Oliveira   | 2002–2003                        | 7    | 2     | 3   | 2    | 28.57   |
| Luiz Felipe Scolari  | 2003–2008                        | 74   | 42    | 18  | 14   | 56.76   |
| Paulo Bento          | 2010–2014                        | 44   | 24    | 11  | 9    | 54.55   |
| Fernando Santos      | 2014–2022                        | 95   | 59    | 20  | 16   | 62.11   |
| Roberto Martínez     | 2023–                            | 10   | 10    | 0   | 0    |         |

## Đội hình

### Đội hình hiện tại
Đội hình các càu thủ được triệu tập nhằm tham gia khuôn khổ Vòng chung kết UEFA Nations League 2025.
- Số trận và bàn thắng chính xác kể từ: 8 tháng 6 năm 2025, sau trận đấu với  Tây Ban Nha.

| Số | VT | Cầu thủ                        | Ngày sinh (tuổi)  | Trận | Bàn | Câu lạc bộ              |
| -- | -- | ------------------------------ | ----------------- | ---- | --- | ----------------------- |
| 1  | TM | Diogo Costa                    | 19 tháng 9, 1999  | 36   | 0   | Porto                   |
| 12 | TM | José Sá                        | 17 tháng 1, 1993  | 3    | 0   | Wolverhampton Wanderers |
| 22 | TM | Rui Silva                      | 7 tháng 2, 1994   | 1    | 0   | Sporting CP             |
|    |    |                                |                   |      |     |                         |
| 2  | HV | Nélson Semedo                  | 16 tháng 11, 1993 | 44   | 0   | Wolverhampton Wanderers |
| 3  | HV | Rúben Dias                     | 14 tháng 5, 1997  | 68   | 3   | Manchester City         |
| 4  | HV | António Silva                  | 30 tháng 10, 2003 | 17   | 0   | Benfica                 |
| 5  | HV | Diogo Dalot                    | 18 tháng 3, 1999  | 29   | 3   | Manchester United       |
| 13 | HV | Renato Veiga                   | 29 tháng 7, 2003  | 5    | 0   | Chelsea                 |
| 14 | HV | Gonçalo Inácio                 | 25 tháng 8, 2001  | 16   | 2   | Sporting CP             |
| 25 | HV | Nuno Mendes                    | 19 tháng 6, 2002  | 37   | 1   | Paris Saint-Germain     |
|    |    |                                |                   |      |     |                         |
| 6  | TV | João Palhinha                  | 9 tháng 7, 1995   | 34   | 2   | Bayern Munich           |
| 8  | TV | Bruno Fernandes                | 8 tháng 9, 1994   | 80   | 25  | Manchester United       |
| 10 | TV | Bernardo Silva (đội phó)       | 10 tháng 8, 1994  | 102  | 13  | Manchester City         |
| 15 | TV | João Neves                     | 27 tháng 9, 2004  | 16   | 0   | Paris Saint-Germain     |
| 18 | TV | Rúben Neves                    | 13 tháng 3, 1997  | 58   | 0   | Al Hilal                |
| 19 | TV | Pedro Gonçalves                | 28 tháng 6, 1998  | 3    | 0   | Sporting CP             |
| 23 | TV | Vitinha                        | 13 tháng 2, 2000  | 29   | 0   | Paris Saint-Germain     |
|    |    |                                |                   |      |     |                         |
| 7  | TĐ | Cristiano Ronaldo (đội trưởng) | 5 tháng 2, 1985   | 221  | 138 | Al Nassr                |
| 9  | TĐ | Gonçalo Ramos                  | 20 tháng 6, 2001  | 16   | 9   | Paris Saint-Germain     |
| 11 | TĐ | João Félix                     | 10 tháng 11, 1999 | 45   | 9   | Chelsea                 |
| 16 | TĐ | Francisco Trincão              | 29 tháng 12, 1999 | 11   | 2   | Sporting CP             |
| 17 | TĐ | Rafael Leão                    | 10 tháng 6, 1999  | 40   | 5   | AC Milan                |
| 20 | TĐ | Pedro Neto                     | 9 tháng 3, 2000   | 17   | 2   | Chelsea                 |
| 21 | TĐ | Diogo Jota (đã mất)            | 4 tháng 12, 1996  | 49   | 14  | Liverpool               |
| 24 | TĐ | Rodrigo Mora                   | 5 tháng 5, 2007   | 0    | 0   | Porto                   |
| 26 | TĐ | Francisco Conceição            | 14 tháng 12, 2002 | 11   | 2   | Juventus                |

### Triệu tập gần đây
Những cầu thủ sau đây cũng đã được gọi vào đội tuyển Bồ Đào Nha trong vòng 12 tháng qua.
| Vt | Cầu thủ        | Ngày sinh (tuổi)  | Số trận | Bt | Câu lạc bộ      | Lần cuối triệu tập                  |
| --- | -------------- | ----------------- | ------- | -- | --------------- | ----------------------------------- |
| TM | Ricardo Velho  | 20 tháng 8, 1998  | 0       | 0  | Farense         | v. Scotland, 15 tháng 10 năm 2024   |
| TM | Rui Patrício   | 15 tháng 2, 1988  | 108     | 0  | Al Ain          | UEFA Euro 2024                      |
| |                |                   |         |    |                 |                                     |
| HV | PepeRET        | 26 tháng 2, 1983  | 141     | 8  | Giải nghệ       | UEFA Euro 2024                      |
| HV | João Cancelo   | 27 tháng 5, 1994  | 60      | 10 | Al Hilal        | v. Croatia, 18 tháng 11 năm 2024    |
| HV | Tomás Araújo   | 16 tháng 5, 2002  | 1       | 0  | Benfica         | v. Croatia, 18 tháng 11 năm 2024    |
| HV | Tiago Djaló    | 9 tháng 4, 2000   | 1       | 0  | Porto           | v. Croatia, 18 tháng 11 năm 2024    |
| HV | Tiago Santos   | 23 tháng 7, 2002  | 0       | 0  | Lille           | v. Scotland, 8 tháng 9 năm 2024     |
| |                |                   |         |    |                 |                                     |
| TV | Otávio         | 9 tháng 2, 1995   | 22      | 3  | Al Nassr        | v. Croatia, 18 tháng 11 năm 2024    |
| TV | Samú Costa     | 27 tháng 11, 2000 | 2       | 0  | Mallorca        | v. Croatia, 18 tháng 11 năm 2024    |
| TV | Matheus Nunes  | 27 tháng 8, 1998  | 16      | 2  | Manchester City | v. Ba Lan, 15 tháng 11 năm 2024 INJ |
| TV | Danilo Pereira | 9 tháng 9, 1991   | 74      | 2  | Al-Ittihad      | UEFA Euro 2024                      |
| |                |                   |         |    |                 |                                     |
| TĐ | Geovany Quenda | 30 tháng 4, 2007  | 0       | 0  | Sporting CP     | v. Đan Mạch, 23 tháng 3 năm 2025    |
| TĐ | Fábio Silva    | 19 tháng 7, 2002  | 1       | 0  | Las Palmas      | v. Croatia, 18 tháng 11 năm 2024    |
| INJ Cầu thủ rút khỏi đội vì chấn thương. PRE Đội hình sơ bộ. RET Cầu thủ chia tay bóng đá quốc tế. OTH Cầu thủ rút khỏi đội vì những lý do khác. |                |                   |         |    |                 |                                     |

## Kỷ lục

### Thi đấu nhiều nhất

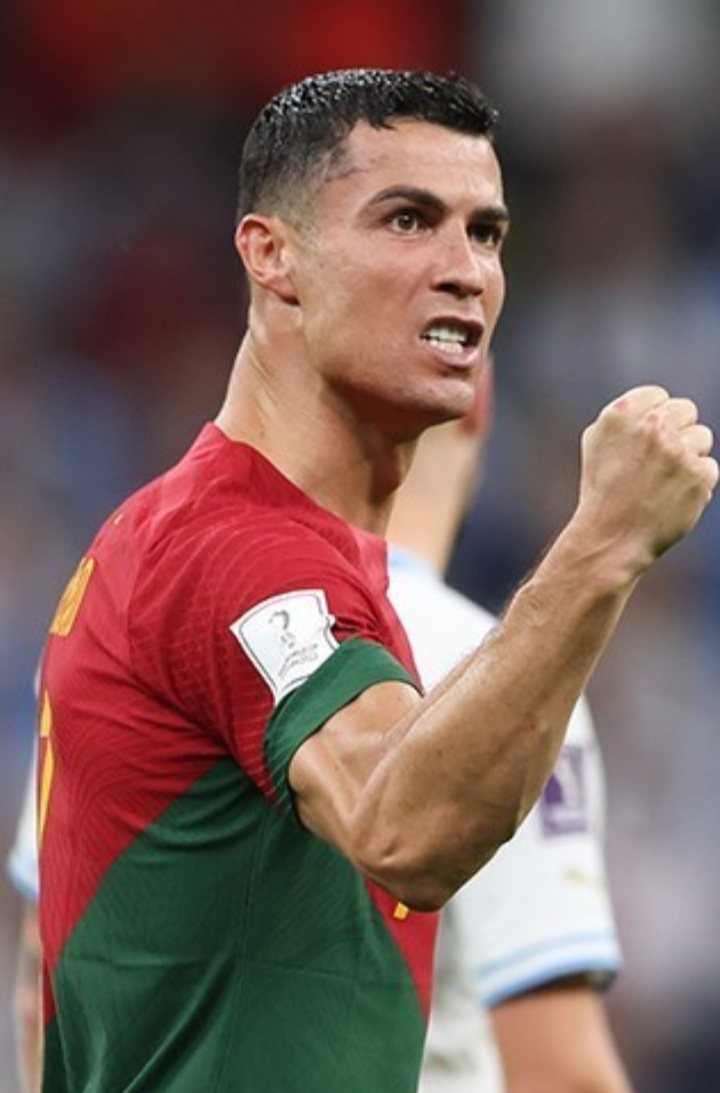
Cristiano Ronaldo là cầu thủ khoác áo đội tuyển Bồ Đào Nha nhiều nhất và là cầu thủ ghi bàn hàng đầu mọi thời đại.

Tính đến ngày 5 tháng 7 năm 2024
Cầu thủ in đậm vẫn còn thi đấu cho đội tuyển quốc gia.
| STT | Tên               | Số trận | Bàn thắng | Thời gian thi đấu |
| --- | ----------------- | ------- | --------- | ----------------- |
| 1   | Cristiano Ronaldo | 214     | 132       | 2003–             |
| 2   | João Moutinho     | 146     | 7         | 2005–2022         |
| 3   | Pepe              | 141     | 8         | 2007–2024         |
| 4   | Luís Figo         | 127     | 32        | 1991–2006         |
| 5   | Nani              | 112     | 24        | 2006–2017         |
| 6   | Fernando Couto    | 110     | 8         | 1990–2004         |
| 7   | Rui Patrício      | 108     | 0         | 2010–             |
| 8   | Bruno Alves       | 96      | 11        | 2007–2018         |
| 9   | Bernardo Silva    | 95      | 12        | 2015–             |
| 10  | Rui Costa         | 94      | 26        | 1993–2004         |

### Ghi bàn nhiều nhất
Tính đến ngày 8 tháng 9 năm 2024.
Cầu thủ in đậm vẫn còn thi đấu cho đội tuyển quốc gia.
| STT | Tên                     | Bàn thắng | Số trận | Hiệu suất | Thời gian thi đấu |
| --- | ----------------------- | --------- | ------- | --------- | ----------------- |
| 1   | Cristiano Ronaldo (d/s) | 132       | 214     | 0.62      | 2003–             |
| 2   | Pauleta (d/s)           | 47        | 88      | 0.53      | 1997–2006         |
| 3   | Eusébio (d/s)           | 41        | 64      | 0.64      | 1961–1973         |
| 4   | Luís Figo               | 32        | 127     | 0.25      | 1991–2006         |
| 5   | Nuno Gomes              | 29        | 79      | 0.37      | 1996–2011         |
| 6   | Hélder Postiga          | 27        | 71      | 0.38      | 2003–2014         |
| 7   | Rui Costa               | 26        | 94      | 0.28      | 1993–2004         |
| 8   | Bruno Fernandes         | 24        | 73      | 0.33      | 2017–             |
| 8   | Nani                    | 24        | 112     | 0.21      | 2006–2017         |
| 10  | João Pinto              | 23        | 81      | 0.28      | 1991–2002         |

### Các kỷ lục khác
Ghi nhiều bàn thắng nhất trong một kỳ World CupEusébio (9 — 1966)
Ghi nhiều bàn thắng nhất tại World CupEusébio (9 — 1966)
Thi đấu nhiều trận nhất tại World CupCristiano Ronaldo (23 — 2006, 2010, 2014 , 2018 ,2022)
Ghi nhiều bàn thắng nhất trong một kỳ EuroCristiano Ronaldo (5 — 2020)
Ghi nhiều bàn thắng nhất tại EUROCristiano Ronaldo (14 — 2004, 2008, 2012, 2016 & 2020)
Thi đấu nhiều trận nhất tại EUROCristiano Ronaldo (30 — 2004, 2008, 2012, 2016, 2020 & 2024)
Cầu thủ nhỏ tuổi nhất ra sânPaulo Futre (17 tuổi, 6 tháng và 24 ngày, 5–0 trong trận gặp Phần Lan vào 21 tháng 9 năm 1983)
Cầu thủ lớn tuổi nhất ra sânPepe (41 tuổi, 4 tháng và 9 ngày, 0–0 trong trận gặp Pháp vào 5 tháng 7 năm 2024) 
Cầu thủ nhỏ tuổi nhất ghi bànFernando Chalana (17 tuổi, 9 tháng và 25 ngày, 2–1 trong trận gặp Síp vào 5 tháng 12 năm 1976)
Cầu thủ lớn tuổi nhất ghi bànPepe (39 tuổi, 9 tháng và 10 ngày, 6–1 trong trận gặp Thụy Sĩ ngày 6 tháng 12 năm 2022)
Cầu thủ trẻ nhất ghi được hat-trickAndré Silva (20 tuổi, 11 tháng và 4 ngày, 6–0 trong trận gặp Quần đảo Faroe vào 10 tháng 10 năm 2016)
Cầu thủ trẻ nhất thi đấu 100 trậnCristiano Ronaldo (27 tuổi, 8 tháng và 11 ngày, 1–1 trong trận gặp Bắc Ireland ngày 16 tháng 10 năm 2012)
Cầu thủ trẻ nhất thi đấu 200 trậnCristiano Ronaldo (38 tuổi, 4 tháng và 15 ngày, 1–0 trong trận gặp Iceland ngày 20 tháng 10 năm 2012)
Cầu thủ lập nhiều hat-trick nhấtCristiano Ronaldo (10)
Cầu thủ lập nhiều poker nhấtCristiano Ronaldo (2)
Cầu thủ đầu tiên thi đấu ở 6 kỳ EURO liên tiếpCristiano Ronaldo (2004, 2008, 2012, 2016, 2020, 2024)
Cầu thủ đầu tiên ghi bàn ở 5 kỳ EURO liên tiếpCristiano Ronaldo (2004, 2008, 2012, 2016, 2020)
Cầu thủ đầu tiên thi đấu và ghi bàn tại 5 kỳ world cup liên tiếpCristiano Ronaldo (2006, 2010, 2014, 2018, 2022)
Cầu thủ duy nhất ghi bàn trong 12 giải đấu cao nhất cấp độ đội tuyểnCristiano Ronaldo
- Euro: 2004, 2008, 2012, 2016, 2020
- FIFA World Cup: 2006, 2010, 2014, 2018, 2022
- FIFA Confederations Cup: 2017
- UEFA Nations League: 2018–19